# Амирово (Буздякский район)
Амирово (баш. Әмир) — село в Буздякском районе Республики Башкортостан Российской Федерации. Входит в состав Каранского сельсовета.

## География

### Географическое положение
Расстояние до:
- районного центра (Буздяк): 15 км,
- центра сельсовета (Каран): 4 км,
- ближайшей ж/д станции (Буздяк): 15 км.

## Население
| 2002 | 2009 | 2010 |
| ---- | ---- | ---- |
| 440  | ↗470 | ↗482 |

Согласно переписи 2002 года, преобладающие национальности — татары (64 %), башкиры (34 %).

## Религия
В селе есть мечеть.